# Gabriele Maria Gravina
Gabriele Maria Gravina, dei Principi di Montevago, e battezzato col nome di Berengario (Montevago, 30 giugno 1753 – Napoli, 18 aprile 1840), è stato un arcivescovo cattolico italiano.

## Biografia
Figlio di Giovanni Gravina Moncada e di Eleonora di Napoli Montaperto, nacque a Montevago, nell'allora diocesi di Girgenti, il 30 giugno 1753.
Battezzato con il nome di Berengario, entrò giovanissimo nell'abbazia benedettina di Monreale dove prese i voti nel 1769 per l'Ordine di San Benedetto cambiando il suo nome in Giovanni Maria.
Il fratello maggiore Pietro fu cardinale e arcivescovo di Palermo mentre il fratello minore Federico Carlo fu il comandante della flotta spagnola durante la battaglia di Trafalgar.

### Formazione e ministero sacerdotale
Trasferitosi a Roma, studiò teologia e diritto canonico e lì fu ordinato presbitero il 6 aprile 1776.
Rientrato a Monreale, il 21 gennaio 1789 fu nominato vicario generale della diocesi di Girgenti dal vescovo Antonio Cavaleri.

### Ministero episcopale
Il 26 settembre 1791 papa Pio VI lo nominò vescovo titolare di Flaviade. Ricevette l'ordinazione episcopale a Palermo il successivo 13 novembre da Alfonso Airoldi, arcivescovo titolare di Eraclea di Europa, co-consacranti Severino Maria Castelli e Benoit Judica, vescovi titolari rispettivamente di Numida e di Telepte.
Alla morte di monsignor Cavaleri (1792), rientrò a Monreale.
Dopo la separazione dell'arcidiocesi di Monreale da quella di Palermo la resse come vicario fino alla nomina del nuovo arcivescovo.
Trasferitosi a Palermo fu nominato ciantro della Cattedrale e poi resse l'arcidiocesi come vicario capitolare durante la sede vacante (1813-1816) seguita alla morte dell'arcivescovo Raffaele Mormile.
Il 23 settembre 1816 papa Pio VII lo nominò vescovo di Catania, incarico da cui si dimise il 24 novembre 1817 per poi essere nominato da re Ferdinando I primo cappellano maggiore del Regno delle Due Sicilie il 26 dicembre successivo, incarico che mantenne fino alla morte, avvenuta il 18 aprile 1840, unificando (dal gennaio 1818) ruolo e funzioni (come capo del clero palatino) di "Cappellano maggiore del Regno di Napoli" e di "Cappellano maggiore del Re di Sicilia" (dopo l'unione nel 1816 dei due regni nel Regno delle Due Sicilie).
Il 16 marzo 1818 lo stesso Papa lo elevò arcivescovo titolare di Melitene. Lo stesso anno fu, da gennaio a settembre, prelato di Santa Lucia del Mela fino a quando, cioè, questa prelatura venne separata dal ruolo di Cappellano maggiore del Re di Sicilia (dopo circa sei secoli).

## Genealogia episcopale e successione apostolica
La genealogia episcopale è:
- Cardinale Scipione Rebiba
- Cardinale Giulio Antonio Santori
- Cardinale Girolamo Bernerio, O.P.
- Arcivescovo Galeazzo Sanvitale
- Cardinale Ludovico Ludovisi
- Cardinale Luigi Caetani
- Cardinale Ulderico Carpegna
- Cardinale Paluzzo Paluzzi Altieri degli Albertoni
- Papa Benedetto XIII
- Papa Benedetto XIV
- Papa Clemente XIII
- Cardinale Enrico Benedetto Stuart
- Arcivescovo Francesco Ferdinando Sanseverino, C.P.O.
- Arcivescovo Alfonso Airoldi
- Arcivescovo Gabriele Maria Gravina, O.S.B.

La successione apostolica è:
- Arcivescovo Giuseppe Carrano (1801)
- Arcivescovo Gaétan Giunta  (1822)